# Ebro (Florida)
Ebro es un pueblo ubicado en el condado de Washington en el estado estadounidense de Florida. En el Censo de 2010 tenía una población de 270 habitantes y una densidad poblacional de 20,56 personas por km².

## Geografía
Ebro se encuentra ubicado en las coordenadas 30°26′15″N 85°52′56″O / 30.43750, -85.88222. Según la Oficina del Censo de los Estados Unidos, Ebro tiene una superficie total de 13.13 km², de la cual 12.86 km² corresponden a tierra firme y (2.09%) 0.27 km² es agua.

## Demografía
Según el censo de 2010, había 270 personas residiendo en Ebro. La densidad de población era de 20,56 hab./km². De los 270 habitantes, Ebro estaba compuesto por el 84.07% blancos, el 1.11% eran afroamericanos, el 5.56% eran amerindios, el 0.37% eran asiáticos, el 0% eran isleños del Pacífico, el 0% eran de otras razas y el 8.89% pertenecían a dos o más razas. Del total de la población el 2.59% eran hispanos o latinos de cualquier raza.